# William C. Cozzens

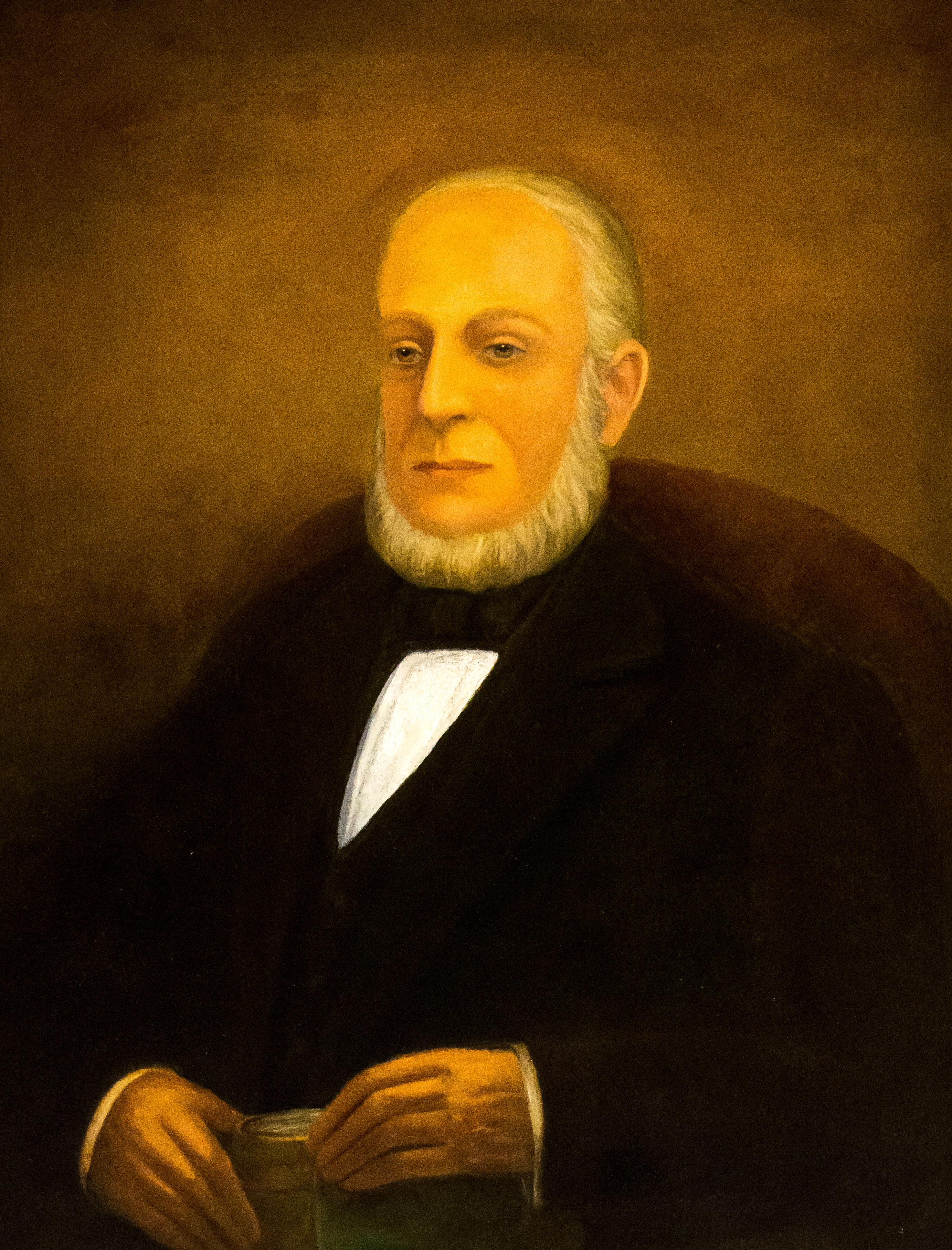
William C. Cozzens

William Cole Cozzens, född 26 augusti 1811, död 17 december 1876, var en amerikansk politiker och guvernör i Rhode Island.

## Tidigt liv
Cozzens föddes i Newport, Rhode Island, den 26 augusti 1811. Han var gift med Martha Stanton Gould, de hade fem barn. Han var en framgångsrik handelsman i konfektion och direktör för Rhode Island Union Bank.

## Politisk karriär
Cozzens var demokrat. Han var borgmästare i Newport och representerade Newport i båda kamrar i Rhode Islands parlament. När han var talman i Rhode Islands senat blev han guvernör den 3 mars 1863, då den sittande guvernören William Sprague avgick för att bli amerikansk senator. Cozzens ställde upp i det påföljande guvernörsvalet, men förlorade mot republikanen James Y. Smith. Han slutade som guvernör den 26 maj 1863.
He avled den 17 december 1876 och begravdes på Island Cemetery i Newport.